# Księżniczka i pirat
Księżniczka i Pirat (ang. The Princess and the Pirate) – amerykański film komediowy z 1944 roku w reżyserii Davida Butlera, w którym występują Bob Hope i Virginia Mayo.

## Fabuła
Kiepski komik o pseudonimie Wielki Sylwester (Bob Hope) pracuje na statku Mary Ann, próbując rozbawić pasażerów. Tym samym rejsem podróżuje księżniczka Margaret (Virginia Mayo), która nie chce wyjść za mąż za księcia, którego nie kocha. Na okręt napada słynny pirat Hook (Victor McLaglen). Korsarze zabijają wszystkich mężczyzn, a kobiety przenoszą na swój statek. Wielki Sylwester ratuje się przebierając za Cygankę.

## Obsada
- Bob Hope jako Wielki Sylwester
- Virginia Mayo jako księżniczka Margaret
- Victor McLaglen jako kapitan Hook
- Walter Brennan jako Featherhead
- Walter Slezak jako La Roche
- Marc Lawrence jako Pedro
- Hugo Haas jako właściciel oberży Ceber Krwi
- Maude Eburne jako właścicielka oberży Pod Łbem Dzika
- Adia Kuznetzoff jako Don José
- Brandon Hurst jako pan Pelly
- Tom Kennedy jako Alonzo
- Stanley Andrews jako kapitan statku Mary Ann
- Robert Warwick jako król
- Bing Crosby jako ukochany Margaret